# کشتی در المپیک تابستانی ۱۹۰۴

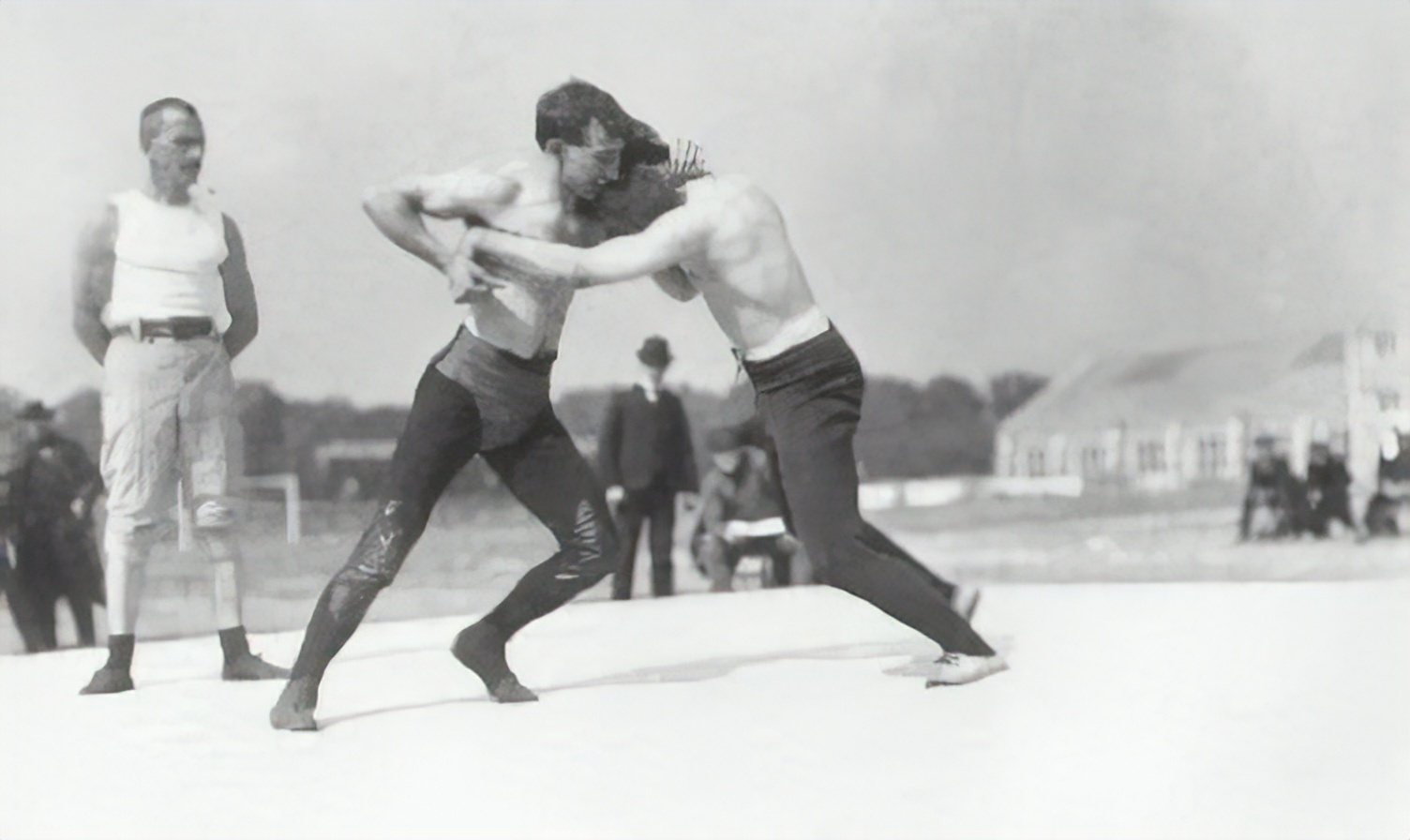
مسابقه کشتی در المپیک ۱۹۰۴.

کشتی در بازی‌های المپیک تابستانی ۱۹۰۴ نام رویداد ورزش کشتی در بازی‌های المپیک تابستانی بود که در سال ۱۹۰۴ برگزار شد.

## مدال‌آوران
| بازی‌ها          | طلا                                   | نقره                               | برنز                                  |
| Light flyweight | رابرت کاری · ایالات متحده آمریکا      | جان هاین · ایالات متحده آمریکا     | گوستاو تیفنتالر · ایالات متحده آمریکا |
| Flyweight       | جورج مهنرت · ایالات متحده آمریکا      | گرگ باور · ایالات متحده آمریکا     | ویلیام نلسن · ایالات متحده آمریکا     |
| Bantamweight    | ایزیدور نیفلوت · ایالات متحده آمریکا  | آگوست وستر · ایالات متحده آمریکا   | لوئیس استربلر · ایالات متحده آمریکا   |
| Featherweight   | بنجامین برادشاو · ایالات متحده آمریکا | تئودور مک‌لیر · ایالات متحده آمریکا | چارلز کلاپر · ایالات متحده آمریکا     |
| Lightweight     | اوتو روئم · ایالات متحده آمریکا       | رودالف تسینگ · ایالات متحده آمریکا | آلبرت زیرکل · ایالات متحده آمریکا     |
| Welterweight    | چارلز اریکسن · ایالات متحده آمریکا    | ویلیام بکمن · ایالات متحده آمریکا  | جری وینهولتز · ایالات متحده آمریکا    |
| Heavyweight     | برنهوف هانسن · ایالات متحده آمریکا    | فرانک کوگلر · ایالات متحده آمریکا  | فرد وارمبولد · ایالات متحده آمریکا    |

## جدول مدال‌ها
| رتبه | کشور                | طلا | نقره | برنز | مجموع |
| ۱    | ایالات متحده آمریکا | ۷   | ۷    | ۷    | ۲۱    |